# Uranoscopus cognatus
Uranoscopus cognatus is een straalvinnige vissensoort uit de familie van sterrenkijkers (Uranoscopidae). De wetenschappelijke naam van de soort is voor het eerst geldig gepubliceerd in 1849 door Cantor.